# Oldboy
Oldboy (Hangul: 올드보이, den fonetiske omskrivning af "Oldboy") er en sydkoreansk film fra 2003 instrueret af Park Chan-wook. Filmen er løst baseret på den japanske manga af samme navn skrevet af Nobuaki Minegishi og Garon Tsuchiya. Oldboy er den anden film i The Vengeance Trilogy, forudgået af Sympathy for Mr. Vengeance og efterfølges af Sympathy for Lady Vengeance.
Filmen følger historien om Oh Dae-Su, der er låst inde i et hotelværelse i 15 år uden at kende sin fangevogters motiver. Da han endelig frigives, befinder sig stadig fanget i et net af sammensværgelse og vold. Hans egen søgen efter hævn bliver bundet sammen med romantik, da han falder for en attraktiv sushikok.
Filmen vandt De Gyldne Palmer på 2004 Cannes Film Festival og fik stor ros fra formanden for juryen, instruktøren Quentin Tarantino. Kritisk er filmen blevet godt modtaget i USA, med en 82% "Certified Fresh"-rating på Rotten Tomatoes. Filmkritiker Roger Ebert har kaldt Oldboy en "... kraftfuld film, ikke på grund af, hvad det skildrer, men på grund af dybden af det menneskelige hjerte." I 2008 blev filmen valgt af brugere af CNN som en af ti bedste asiatiske film der nogensinde er lavet.
Filmen har en del referencer til Danmark og Skandinavien.